# Tecuamburro
A Tecuamburro egy alvó tűzhányó Guatemala déli részén.

## Leírás
A Chiapasi-Sierra Madre hegység területén, a fő vulkáni hegylánctól mintegy 20 km-re délre emelkedő, közigazgatásilag Santa Rosa megyéhez tartozó vulkán erdőkkel és kávéültetvényekkel borított kúpja mára jelentősen erodálódott. Magassága különböző források szerint 1840–1845 vagy 1962 méter.
Mintegy 100 000 évvel ezelőtt alakult ki egy ősi andezites rétegvulkán, a Miraflores, amelyből körülbelül 38 000 évvel ezelőtt egy kelet felé nyitott, patkó alakú kaldera jött létre. Itt alakult ki a késői pleisztocénben vagy a korai holocénben a Tecuamburro és több másik lávadóm. 2900 évvel ezelőtt egy kitörés alkalmával keletkezett a savas–kénes Ixpaco-tó, amelynek környékén számos fumarola és forró vízű forrás található. A Tecuambuarro utolsó ismert kitörése a 960-as év körül történt (+/- 75 év pontossággal).

## Megmászása
A rövidebb útvonalon mintegy 1,75 óra alatt fel lehet jutni a csúcsra, és újabb 1 óra alatt vissza lehet érni: ez az út a nyugati oldalon található Tecuambuarro faluból vagy kicsit továbbhaladva a San Francisco Tecuamburro nevű birtoktól indul, érintve a Mina de Azufre („kénbánya”) nevű helyet is. Vezet egy út déli irányból, az El Silencio nevű birtoktól is, ám ez hosszabb, és emiatt ritkábban használt.